# Paul Belmondo
Paul Belmondo, francoski dirkač Formule 1, * 23. april 1963, Boulogne-Billancourt, Ile-de-France, Francija.

## Življenjepis
Debitiral je v sezoni 1992, ko se mu je na enajstih Velikih nagradah uspelo kvalificirati na pet dirk, najboljšo uvrstitev je dosegel na dirki za Veliko nagrado Madžarske. Po letu premora je nastopal še v sezoni 1994, ko se mu je na šestnajstih Velikih nagradah uspelo kvalificirati le na dveh dirki, pa še takrat je odstopil.

## Popolni rezultati Formule 1
(legenda) (odebeljene dirke pomenijo najboljši štartni položaj, poševne pa najhitrejši krog, †-uvrščen kljub odstopu)
| Leto | Moštvo             | Šasija       | Motor     | 1       | 2       | 3       | 4       | 5       | 6       | 7       | 8       | 9       | 10      | 11      | 12      | 13      | 14     | 15      | 16      | Prv | Toč |
| ---- | ------------------ | ------------ | --------- | ------- | ------- | ------- | ------- | ------- | ------- | ------- | ------- | ------- | ------- | ------- | ------- | ------- | ------ | ------- | ------- | --- | --- |
| 1992 | March F1           | March CG911  | Ilmor V10 | JAR DNQ | MEH DNQ | BRA DNQ | ŠPA 12  | SMR 13  | MON DNQ | KAN 14  | FRA DNQ | VB DNQ  | NEM 13  | MAD 9   | BEL     | ITA     | POR    | JAP     | AVS     | -   | 0   |
| 1994 | Pacific Grand Prix | Pacific PR01 | Ilmor V10 | BRA DNQ | PAC DNQ | SMR DNQ | MON Ret | ŠPA Ret | KAN DNQ | FRA DNQ | VB DNQ  | NEM DNQ | MAD DNQ | BEL DNQ | ITA DNQ | POR DNQ | EU DNQ | JAP DNQ | AVS DNQ | -   | 0   |